# دانيال فرانك جيربر
دانيال فرانك جيربر (بالإنجليزية: Daniel Frank Gerber)‏ هو شخصية أعمال أمريكي، ولد في 6 مايو 1898 في فريمونت في الولايات المتحدة، وتوفي بنفس المكان في 16 مارس 1974.